# 萊昂·傑克遜
萊昂·傑克遜（Leon Jackson，1988年12月30日—）是蘇格蘭的一位歌手。他是英國選秀節目X音素第四季（2007年）的冠軍得主。他的首張專輯Right Now發行於2008年，是這一年英國銷量第75位的專輯。